# European Piano Teachers Association
De European Piano Teachers Association of EPTA is een vereniging van pianoleerkrachten in Europa. Ze werd in 1978 te Londen opgericht door Carola Grindea. In (2007) was ze vertegenwoordigd in 37 Europese landen. 
De doelstelling is door middel van uitwisselingen, conferenties, masterclasses, internationale congressen en concerten iedereen samen te brengen die de kwaliteit van het piano-onderwijs wil verbeteren, zowel bij debutanten als bij vergevorderde studenten. Tevens wil men grensoverschrijdende vriendschapsbanden tussen leerkrachten en hun leerlingen mogelijk maken.